# Алчевский металлургический комбинат
Алчевский металлургический комбинат (АМК; укр. Алчевський металургійний комбінат) — одно из старейших предприятий чёрной металлургии на востоке Украины.

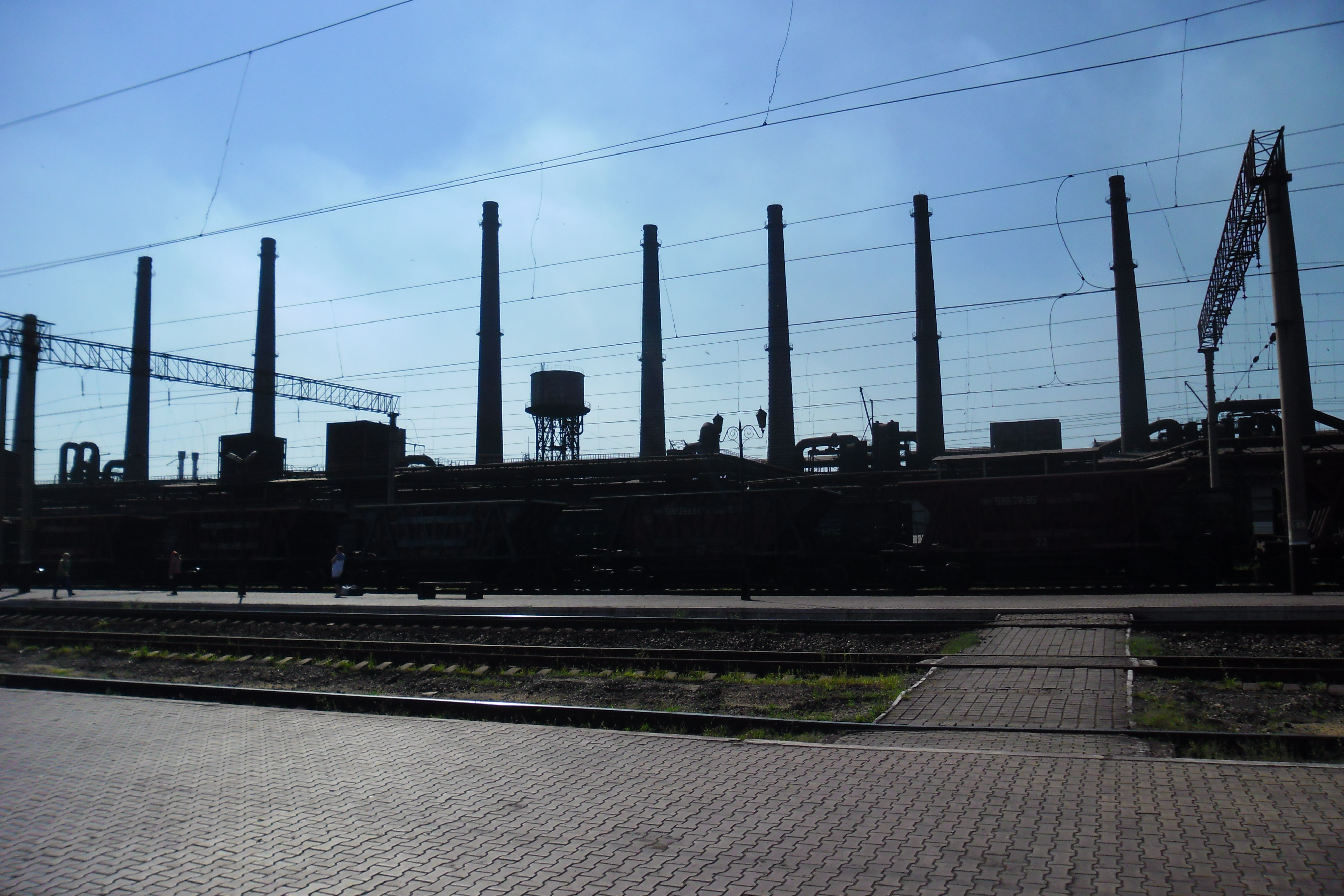

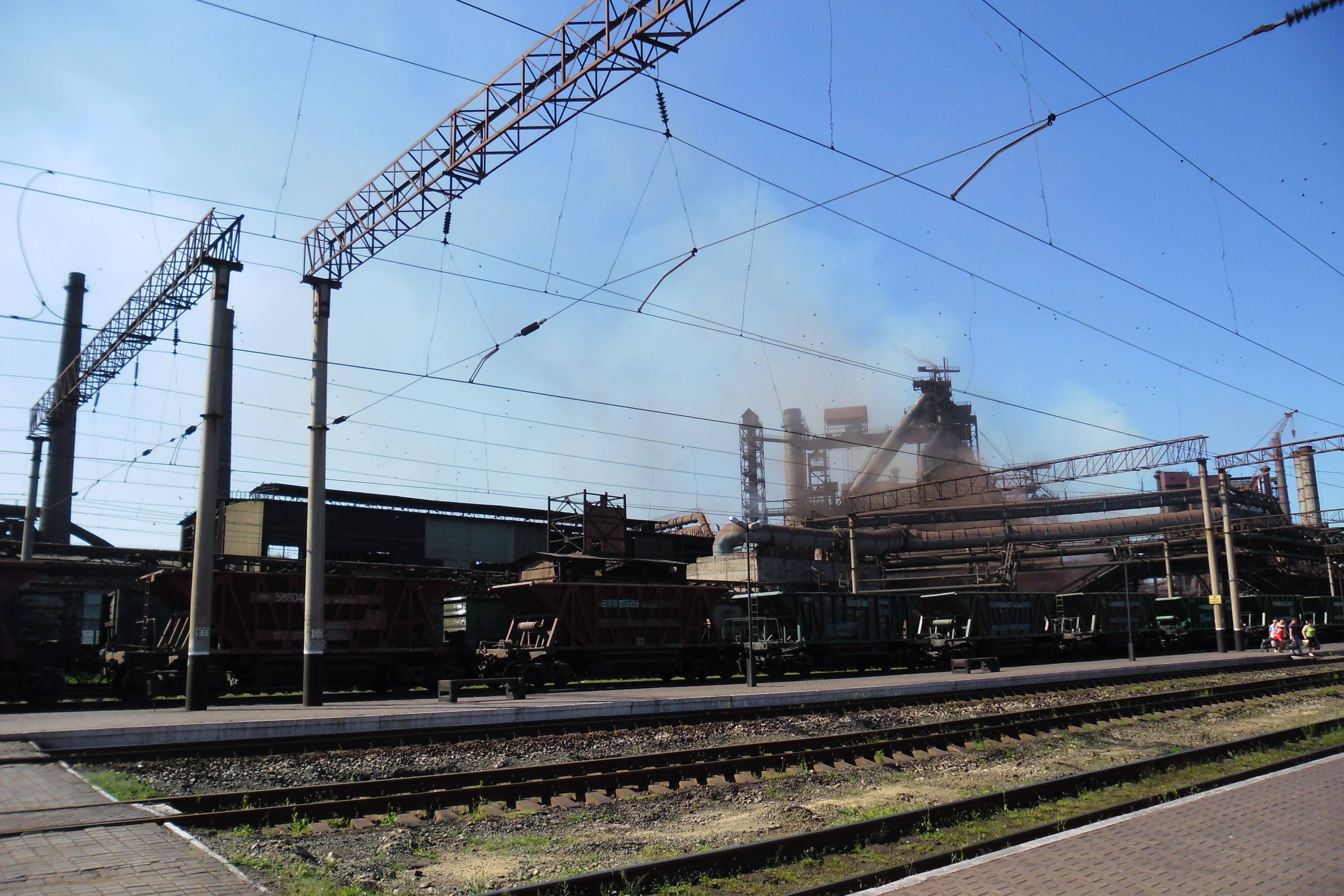

## История
Екатерининский завод основан в 1895 году Санкт-Петербургским Донецко-Юрьевским металлургическим обществом (ДЮМО) председателем Б. Б. Герберцом, при финансовой поддержке харьковского купца первой гильдии Алексея Кирилловича Алчевского. Автором проекта стал горный инженер, профессор металлургии А. Ф. Мевиус, который руководил строительством и был первым директором. Завод был построен близ хутора Должик (Новосекловский) Васильевской волости Славяносербского уезда на линии Донецкой железной дороги в семи верстах от станции Юрьевка.
26 мая 1896 года была задута первая домна. Эта дата считается днем рождения предприятия. В том же году была задута 2 доменная печь и первая мартеновская печь. К 1898 работали 3 домны, 2 мартена и 3 прокатных стана.
На заводе был установлен 12-часовой рабочий день. В 1899 году под руководством К. Е. Ворошилова состоялась забастовка рабочих-крановщиков литейного цеха завода. После его увольнения большевистскую ячейку завода возглавил Иван Галушка. Накануне 1 мая 1903 года на заводе была распространена большевистская листовка.
После смерти Алчевского всё управление завода находилось в руках иностранцев, вся бухгалтерия велась на французском языке. В годы Первой русской революции рабочие активно принимали участие в стачках и демонстрациях. В октябре 1905 года на заводе появился первый Совет рабочих депутатов под названием «Делегатское собрание». Возглавил его большевик Дмитрий Паранич, вошли: Иван Кротько, И.Мирошниченко, И.Молчанов. Был создан первый профсоюз — «Союз рабочих Донецко-Юрьевского завода». В декабре 1905 рабочие начали разоружать полицейских и казаков, приняли участие в Горловском восстании, направив туда отряд во главе с И.Кротько и И.Мирошниченко. После подавления восстания начались массовые аресты. При конвоировании задержанных в Луганск озверелые казаки зарубили по дороге фельдшера Анну Шохину.
После разгрома большевистская организация была восстановлена братьями Косиорами. Станислав, Владислав, Казимир и Иосиф работали на заводе в одно время. К ним присоединились А.Буценко, И.Францев, И.Зайцев, А.Берещанский, Е.Губарев, В.Машкевич.
В годы Первой мировой войны в связи с дефицитом сырья и вагонов были вынуждены остановиться 2 домны, выплавка чугуна и стали сократилась на 17-19 %.
В 1917 году рабочие активно участвовали в революционных событиях. Была восстановлена большевистская организация, которую возглавляли Давыд Свиридов, Лев Климашевич, Федор Веренинов. Возник отряд Красной гвардии под командованием Болотского и Руднева. После Октябрьской революции Совет возглавил большевик Григорий Сычев.
В условиях послевоенной разрухи 3 мая 1923 года завод был остановлен и законсервирован. 28 февраля 1926 года был осуществлён торжественный запуск домны № 2, ознаменовавший возрождение завода, который начал активно наращивать выпуск в условиях индустриализации.
4 января 1977 года на Коммунарском металлургическом заводе была введена в строй крупнейшая в Донбассе доменная печь № 1-бис производственной мощностью 2,3 млн тонн чугуна в год. 30 июня 1977 выдала первую плавку двухванная мартеновская печь производственной мощностью 1150 тыс. тонн стали в год.
В советское время комбинат входил в число крупнейших предприятий города.
В 1994 году государственное предприятие было корпоратизировано и преобразовано в ОАО «Алчевский металлургический комбинат».
В июле 1995 года Кабинет министров Украины утвердил решение о приватизации комбината.
В августе 1997 года завод был включён в перечень предприятий, имеющих стратегическое значение для экономики и безопасности Украины.
До начала 2000-х предприятие переживало довольно тяжелое время, с 1997 года проходя процедуру банкротства. До недавнего времени комбинатом совместно управляли корпорации Интерпайп и Индустриальный союз Донбасса. С 2002 года АМК перешел в полное управление ИСД.
В 2004 году банкротство завершилось подписанием мирового соглашения с кредиторами.
В 2005—2008 годы ИСД проводило программу модернизации предприятия, в рамках которой построены и пущены в эксплуатацию 2 машины непрерывного литья заготовок, установка «печь-ковш», вакууматор, конвертерный цех, реконструировались доменные печи.
На базе Алчевского меткомбината создан ряд хозяйственных обществ с участием ИСД, близких к нему компаний и Duferco. Одно из них — ЗАО «Экоэнергия» в феврале 2007 году получило кредит ЕБРР в размере $150 млн для строительства на комбинате газотурбинной электростанции.
В 2013 году комбинат нарастил производство металлопроката на 9,3 % по сравнению с 2012 годом — до 3,8 млн тонн, выплавку стали — на 7,8 %, до 4,2 млн тонн, чугуна — на 7,7 %, до 3,8 млн тонн.
После начала боевых действий весной 2014 года положение предприятия осложнилось, в августе 2014 года после обстрела города неизвестными, работа АМК была остановлена. В июне 2015 года появились сообщения о возобновлении работы комбината.В августе того же года, работа АМК была возобновлена.
13 февраля 2017 года Алчевский металлургический комбинат, расположенный на территории ЛНР, был остановлен вследствие блокады железной дороги украинскими «ветеранами АТО», также как и Алчевский коксохимический комбинат.
В 2017 году предприятие было передано в доверительное управление ЗАО «Внешторгсервис», контролируемое Сергеем Курченко. Эта фирма зарегистрирована в Цхинвале, столице частично признанной Южной Осетии. До декабря 2017 года комбинат не могли запустить из-за нехватки электроэнергии. 18 декабря 2017 года предприятие возобновило работу на российском сырье, запустив первую доменная печь. К февралю 2018 года удалось запустить и вторую доменную печь. В 2019 году комбинат начал проект по совместному производству труб большого диаметра в кооперации с Харцызским трубным заводом, который также находился под контролем «Внешторгсервиса».
Весной 2020 года из-за задержки выплаты заработной платы на предприятии началась забастовка.
В июне 2020 года на Алчевском меткомбинате была остановлена единственная работающая доменная печь № 5.
В ноябре 2020 г. Меткомбинат вновь останавливали из-за отсутствия сырья.
После смены руководства от ВТС к ЮГМК 15 июня 2021 года началось погашение долгов по зарплате рабочим (завершено к 15 декабря). 2 ноября возобновил работу обжимной цех, 5 ноября был запущен кислородно-конвертерный цех, 21 ноября — толстолистовой цех. По состоянию на декабрь 2021 года производится порядка 100 тонн кокса в сутки, 4500 тонн агломерата (из 2 машин), 3700 тонн чугуна (из 2 домн). На предприятии работают 9017 человек.
В июле 2023 года АМК стал одним из первых участников «Свободной экономической зоны», созданной Правительством РФ на территории ЛНР.

## Руководство
- Мевиус, Аполлон Фёдорович (1895—1898);
- Цикс Карл (до 1902);
- Беккер М. (1902—1903);
- Сундгрен Э. А. (1904—1905);
- Дихман К. (1905—1907);
- Бурлев М. В. (1908—1909);
- Эстерляйх (1909—1910);
- Журжон, Анатолий Клавдиевич (1911—1918);
- Грушкин Семён (1920);
- Долгалев Н. А. (1925);
- Григорьев А. (май 1926);
- Шелковый, Пётр Иванович (1926—1928);
- Соловьёв И. Г. (1933);
- Крайнев, Игнатий Никитович (1 января 1934—1937);
- Гмыря, Пётр Арсентьевич (1937—1961);
- Жердев, Анатолий Васильевич (1961—1977);
- Якименко, Григорий Саввич (1980—1990);
- Гребенюков, Анатолий Иванович (1990—1992);
- Скороход, Николай Михайлович (1992—1995);
- Миронов (1995—1996);
- Сахно, Валерий Александрович (1996—1998);
- Дубина, Олег Викторович (1998—2002);
- Шевченко, Тарас Григорьевич (2002—2014);
- Сбитнев Сергей (управляющий Филиалом № 1 ЮГМК).

## Рабочие
- Марченко, Виктор Николаевич (1936—1985) — всю жизнь работал на комбинате горновым доменного цеха, Герой Социалистического Труда (1971).

## Награды
| Орден Трудового Красного Знамени — 1946 | В мае 1946 года в ознаменование 50-летия со дня основания завод был награждён орденом Трудового Красного Знамени. |
| Орден Октябрьской Революции — 1971      | В феврале 1971 года завод был удостоен ордена Октябрьской революции.                                              |

Полное название предприятия на момент последнего награждения — «Коммунарский ордена Октябрьской Революции и ордена Трудового Красного Знамени металлургический завод».